# 1371
1371 (MCCCLXXI) je bilo navadno leto, ki se je po julijanskem koledarju začelo na sredo.

## Dogodki

### Turško osvajanje Balkana
- 17. februar - Med pripravami na vojno z Osmani umre bolgarski car Ivan Aleksander. Na prestolu ga nasledita sinova Ivan Sracimir, ki je vladal zgolj Vidinu, in Ivan Šišman, ki je vladal osrednjemu delu Bolgarije. Prvega so že pred tem v Vidinu oslabili Madžari, z juga pa so močno pritiskali Turki.
- Konec poletja Benečani zavzamejo mesto Skader. Srbski kralj Vukašin Mrnjavčević, ki je skupaj z bratom despotom Uglješo vladal Makendoniji v mejah pokrajine, zbere vojsko, da bi se spopadel z Benečani, vendar se potem usmeri proti Turkom na jugu.↓
- 26. september - Bitka na Marici: odločujoča zmaga vojske Osmanskega cesarstva pod poveljstvom Lala Şâhin paše ter srbske in bolgarske vojske pod poveljstvom srbskega kralja Vukašina Mrnjavčevića in njegovega brata despota Uglješe. Kralj Vukašin in despot Uglješa sta v bitki padla. Makedonija in deli Grčije so po bitki prišli pod turško nadoblast.

### Stoletna vojna
- 22. februar - David II., škotski kralj (* 1324)
- 4. marec - Jeanne d'Évreux, francoska kraljica (* 1310)

## Rojstva
- 28. maj - Ivan Neustrašni, burgundski vojvoda († 1417)
- 25. junij - Ivana II., neapeljska kraljica († 1435)
- 21. september - Friderik I., brandenburški volilni knez, nürnberški mestni grof (VI.) († 1440)
- 31. december - Vasilij I. Dimitrijevič, moskovski knez, vladimirski veliki knez († 1425)

Neznan datum
- Čeng He, kitajski pomorščak in raziskovalec († 1435)
- Leopold IV. Habsburški, avstrijski vojvoda († 1411)
- Marija I. Ogrska, kraljica Ogrske in Hrvaške († 1395)

## Smrti
- 17. februar - Ivan Aleksander, bolgarski car (* ni znano)
- 22. februar - David II., škotski kralj (* 1324)
- 4. marec - Jeanne d'Évreux, francoska kraljica (* 1310)
- 26. september:
  - Vukašin Mrnjavčević, srbski sokralj (* 1336)
  - Uglješa Mrnjavčević, srbski vojvoda in despot (* ni znano)
- 4. december - Stefan Uroš V. Nemočni, srbski car (* 1336)

Neznan datum
- Adelajda Hessenška, poljska kraljica (* 1324)